# ガッツヤング登場
『ガッツヤング登場』（ガッツヤングとうじょう）は、1973年10月6日から1974年6月29日まで東京12チャンネル（現・テレビ東京）で放送されていたバラエティ番組である。その後も1974年7月6日から1975年3月29日まで『ヘーイ!ハイ!ガッツ』と題して放送されていた。

## 概要
スタジオでの公開放送を行っていた視聴者参加型番組。司会はキャッシーとせんだみつおが務めていた。
『ガッツヤング登場』時代には、一般参加者たちが特技を披露するコーナーを番組前半に、観客の代表者1人が各回のゲスト歌手にプロポーズするコーナーを番組後半に設けていた。その合間にはゲスト歌手が歌を披露していた。
『ヘーイ!ハイ!ガッツ』へのリニューアル後には、観客の代表者2人がゲスト歌手と尻相撲（番組内では「ドンケツ」と呼称）をするコーナーと、若い女性が観客の中から相手を見つけるコーナーを設けていた。

## 放送時間
いずれも日本標準時。
- 土曜 17:45 - 18:15 （1973年10月6日 - 1974年3月30日[1]、『ガッツヤング登場』）
- 土曜 18:15 - 18:45 （1974年4月6日 - 1975年3月29日[2]、『ガッツヤング登場』末期 - 『ヘーイ!ハイ!ガッツ』）
  - 関西地方では、東京12チャンネルと関係の深かった毎日放送が、東京12チャンネルでの本放送から3日遅れて毎週月曜日の18:00 - 18:30に放送。

## 提供
当初は明治製菓（現・明治）の一社提供で放送されていたが、『ヘーイ!ハイ!ガッツ』への改題とともに明治製菓と明星食品の二社提供へ移行した。一社提供時代には、オープニングでインタビューに応じてくれた観客にキャッシーたちが明治製菓のチョコバー「テキサス・バー」をプレゼントしていた。